# Химические свойства грунтов
Химические свойства грунтов — в инженерной геологии класс свойств грунтов, обусловленных происходящими в них химическими изменениями, и характеризующих их способность участвовать в химических взаимодействиях с различными веществами (Королев В.А., 2012).
Они проявляются во всевозможных химических реакциях и химических равновесиях, протекающих в грунтах, в растворимости грунтов, их химической поглотительной способности, особенностях кислотно-основных свойств, химической агрессивности грунтов и др.
В изучение закономерностей химических свойств талых и мерзлых грунтов большой вклад внесли Е. В. Аринушкина , К. К. Гедройц, Г. С. Гринь, Э. Д. Ершов, П. А. Крюков, М. П. Лысенко, С. С. Морозов, Ф. Д. Овчаренко, В. С. Самарина, Е. М. Сергеев и многие др.
Химические реакции в грунтах изучаются для оценки процессов химического выветривания, растворимость — для инж.геол. оценки засоленных грунтов. Химическая поглотительная способность грунтов — образование в них труднорастворимых соединений за счёт протекания химических реакций, реакций ионного обмена и хемосорбции. Кислотно-основные свойства грунтов изучаются для оценки их химической агрессивности и характеризуются величиной рН порового раствора.
Изучение химических свойств грунтов имеет особенно важное значение при инженерно-геологических исследованиях и изысканиях во всех тех случаях, когда грунт проявляет химическую агрессивность по отношению к подземным конструкциям инженерного сооружения (фундаменту, металлическим конструкциям, облицовкам, опалубкам, трубопроводам, тоннелям и т. п.). Они также изучаются для целей технической мелиорации грунтов (химического закрепления грунтов), целенаправленного управления их состоянием и свойствами, очистки грунтов от химических загрязнений и др.